# U-34 (1936)
U-34 – niemiecki okręt podwodny (U-Boot) typu VII A z okresu II wojny światowej. Okręt wszedł do służby w 1936 roku.
W czasie hiszpańskiej wojny domowej brał udział w tajnej operacji „Ursula”, podczas której 12 grudnia 1936 roku w pobliżu Malagi zatopił hiszpański okręt podwodny C-3.
W czasie II wojny światowej odbył 7 patroli bojowych. Spędził w morzu 190 dni. Zatopił 19 statków o łącznym pojemności 99 311 BRT, 3 okręty (2365 t), w tym niszczyciel HMS „Whirlwind” (1100 t) i okręt podwodny HMS „Spearfish” (670 t); zdobył również dwa pryzy (4957 BRT).
Później wykorzystywany jako jednostka szkolna. U-34 zatonął 5 sierpnia 1943 roku w porcie w Kłajpedzie po kolizji z okrętem bazą okrętów podwodnych „Lech” (zginęło 4 członków załogi). Podniesiony, zatonął w lutym 1944 na północ od Warnemünde podczas holowania.